# Lyria laseroni
Lyria laseroni is een slakkensoort uit de familie van de Volutidae. De wetenschappelijke naam van de soort werd voor het eerst geldig gepubliceerd in 1937 door Tom Iredale als Lyreneta laseroni.